# Moonfesta
moonfesta ~moonfesta~ (jap. moonfesta〜ムーンフェスタ〜 moonfesta ~mūnfesuta~) – jedenasty singel zespołu Kalafina, wydany 18 lipca 2012 roku. Tytułowy utwór został wykorzystany jako piosenka przewodnia w programie Minna no uta. Singel osiągnął 11. pozycję w rankingu Oricon, sprzedano 10 023 egzemplarzy.

## Lista utworów
Wszystkie utwory zostały skomponowane i napisane przez Yuki Kajiura.

### CD
| CD |                                                                                              |      |
| Nr | Tytuł                                                                                        | Czas |
| 1. | "moonfesta ~moonfesta~" (jap. moonfesta～ムーン フェス~タ～)                                 |      |
| 2. | "Yane no Mukō ni" (jap. 屋根の向こうに)                                                      |      |
| 3. | "moonfesta ~moonfesta~ ~instrumental~" (jap. moonfesta～ムーン フェス~タ～ ～instrumental～) |      |

### CD+DVD/CD+Blu-ray
| CD (Wersja A i B)  | |      |
| Nr                 | Tytuł | Czas |
| 1.                 | "moonfesta ~moonfesta~" (jap. moonfesta～ムーン フェス~タ～)                                                                               |      |
| 2.                 | "Yane no Mukō ni" (jap. 屋根の向こうに) |      |
| 3.                 | "moonfesta ~moonfesta~ ("Minna no uta" ver.)" (jap. moonfesta～ムーン フェス~タ～ （「みんなのうた」ver.）)                                |      |
| 4.                 | "moonfesta ~moonfesta~ ("Minna no uta" ver.) ~instrumental~" (jap. moonfesta～ムーン フェス~タ～ （「みんなのうた」ver.）～instrumental～) |      |
| DVD (Wersja A)     | |      |
| Nr                 | Tytuł | Czas |
| 1.                 | "moonfesta ~moonfesta~" (jap. moonfesta～ムーン フェス~タ～)                                                                               |      |
| Blu-ray (Wersja B) | |      |
| Nr                 | Tytuł | Czas |
| 1.                 | "moonfesta ~moonfesta~" (jap. moonfesta～ムーン フェス~タ～)                                                                               |      |
| 2.                 | "moonfesta ~moonfesta~ ("Minna no uta" ver.)" (jap. moonfesta～ムーン フェス~タ～ （「みんなのうた」ver.）)                                |      |